# Rabska brigada
Rabska brigada je bila brigada v sestavi Narodnoosvobodilne vojske in partizanskih odredov Jugoslavije in ki je delovala med 2. svetovno vojno na področju Kraljevine Jugoslavije.
Brigada, ki je ob ustanovitvi dobila ime 16. slovenska narodnoosvobodilna  Rabska brigada,  je bila ustanovljena 12. septembra 1943 pod vodstvom taboriščnega odbora Osvobodilne fronte v italijanskem koncentracijskem taborišču Rab. Ob kapitulaciji fašistične Italije je bilo tu okoli 5.000 internirancev, največ Slovencev. Jedro brigade so bile že prej v popolni tajnosti sestavljene vojaške enote, bataljon 160 borcev ter varnostni in tehnični vod: ti so razorožili italijanske vojake in zavarovali važnejše objekte. Opremljanje in organiziranje enot so končali 15. septembra, ko so čete z otoka začeli prevažati na celino.
Brigada, ki je štela 1760 borcev in bork, je imela štab in pet bataljonov. Najmočnejša sta bila 1. in 2. bataljon s po 480 borci, 3. in 4. bataljon sta jih imela po 250, 5. bataljon, v katerem so bili borci judovske narodnosti, pa je imel okoli 300 borcev. Komandant brigade je bil Franc Potočnik, politična komisarja pa Jože Jurančič in Stane Dobovičnik.
Po prevozu na kopno so slovenski bataljoni 19. septembra odšli prek Jelenja in Klane v Slovenijo in do 23. septembra taboril na Mašunu; takrat je bilo v brigadi 950 borcev. Kot 16. slovenska narodnoosvobodilna brigada je bila najprej vključena v 14. divizijo. Ker so bili nekdanji interniranci preveč izčrpani je Glavni štab NOV in POS 3. oktobra 1943 v Zdenski vasi brigado razpustil, za boj sposobne borce pa razporedil v 18. divizijo.